# MewithoutYou
mewithoutYou es una banda de rock estadounidense de Filadelfia, Pennsylvania formada en 2001. La banda está compuesta por el cantante Aaron Weiss, el guitarrista Michael Weiss, el bajista Greg Jehanian y el baterista Rickie Mazzotta. 
El estilo musical de mewithoutYou está dominado por el canto y los solos de bajo y guitarra. 
En su tercer álbum de estudio, Brother, Sister, la banda incorpora instrumentos más variados, incluyendo instrumentos de percusión, acordeón y arpa.

## Historia
La banda fue originalmente concebida como un proyecto paralelo. Los hermanos Weiss y el ex guitarrista Christopher Kleinberg tocaban juntos en otra banda llamada The Operation con el actual bajista Greg Jehanian (que lanzó un álbum de estudio y un EP en 2001 titulado There Is Hope for a Tree Cut Down& 1999's Invisible Man EP, lanzado por Takehold Records) , pero Aaron quería empezar otra banda para experimentar con nuevos sonidos. Con la ayuda de Ricky Mazzotta, Ray Taddeo, y su hermano Mike, Aaron formó lo que hoy es conocido formalmente como MewithoutYou. 
Al principio, la banda estaba conformada por ellos cuatro y Aaron Weiss en bajo y voz a la vez. Sin embargo, pocos meses después Chris Klienberg se unió a tocar la tercera guitarra. Luego, la banda lanzó su primer EP, titulado I Never Said That I Was Brave en 2001 y poco después firmó con el sello discográfico Tooth & Nail Records después de ofrecer un show en el Cornerstone Festival ese mismo año. 
En esos meses, Taddeo abandonó el grupo, y Daniel Pishock se unió al mismo para ser el bajista de la banda hasta el momento. La banda The Operation se disolvió poco después y en 2002 MewithoutYou lanzó su primer álbum de estudio titulado A to B: Life. La banda atrajo más atención por su segundo álbum de 2004, Catch for Us the Foxes, que fue producido por Brad Wood, el cual también había trabajado con las bandas The Smashing Pumpkins y Sunny Day Real Estate. 
En diciembre de 2004, Pishock había tomado la decisión de retirarse como bajista para seguir su carrera en la enseñanza y explorar otros proyectos musicales, y el exlíder de The Operation, Greg Jehanian fue elegido para ocupar su lugar en el bajo. En 2005, mewithoutYou ganó un premio de mtvU al artista más original con su canción January 1979. 
Su tercer álbum, Brother, Sister, de nuevo producido por Wood, fue lanzado el 26 de septiembre de 2006. A finales de 2007, el guitarrista Christopher Kleinberg dejó la banda para obtener un título en medicina, y Pete Syoum ocupó su lugar en la guitarra en el otoño de 2007, pero más tarde, Kleinberg volvió a tocar con la banda en su gira de verano en 2008 mientras estaba de vacaciones. Kleinberg también tocó en algunos conciertos en la gira de promoción de It's All Crazy! It's All False! It's All a Dream! It's Alright en junio de 2009.
En septiembre de 2008, la banda terminó de grabar su cuarto álbum de estudio titulado It's All Crazy! It's All False! It's All a Dream! It's Alright. El último álbum tiene un estilo diferente con respecto a los anteriores, con Weiss realizando un mayor número de gritos. Del mismo modo, el grupo ha reducido su sonido post-hardcore reemplazándolo con riffs de guitarras y acordes para piano y arpa. El álbum fue producido por Dan Smith (Danielson, Sufjan Stevens) y McTear Brian y fue remezclado por Brad Wood.

## Contenido de las canciones
Los hermanos Weiss son de ascendencia judía y en sus canciones usan imágenes judías, musulmanas y cristianas para explorar los temas espirituales. Los hermanos Weiss fueron criados en un hogar musulmán sufí - su madre se había convertido de la Iglesia Episcopal y su padre del judaísmo.
Debido al contenido cristiano en algunas de las letras de Aaron Weiss, mewithoutYou ha sido clasificada como una banda cristiana, aunque en una entrevista, A. Weiss ha declarado que no cree que ellos sean una banda cristiana. Sus letras reflejan una relación personal con Dios, y otros temas  explorados incluyen el sufrimiento y la duda.
Muchas letras se toman del poeta sufí Rumi incluyendo la canción The Cure for Pain del álbum A to B: Life y una frase en la canción Seven Sisters de Catch for Us the Foxes. En la canción Everything Was Beautiful and Nothing Hurt de su álbum A to B: Life, las letras de Aaron Weiss se basan en un poema del poeta metafísico del inglés John Donne llamado "A Valediction: Forbidding Mourning". John Donne escribió el poema a su esposa para explicar que no hay necesidad de temer su separación física o de la distancia debido a su amor espiritual siempre los mantendrá unidos. Las líneas de la canción "Thy firmness makes my circle just, and makes me end where I begun" son directamente del poema de John Donne, donde se revela la vanidad como una brújula (Estrofa 9, ll. 35-36). El título de la canción es una cita de Kurt Vonnegut.
El título de su segundo álbum, Catch for Us the Foxes se toma directamente del Cantar de los Cantares 2:15. Este pasaje es también utilizado en la canción The Soviet:. "Good God, please! Catch for us the foxes in the vineyard—the little foxes".
El título de su tercer álbum, Brother, Sister, deriva del cántico de San Francisco de Asís "Cántico del Sol": "Te alabamos, Señor, [...] sobre todo para el hermano Sol, [...] Te alabamos, Señor, por la hermana luna y las estrellas ".

## Miembros

### Miembros actuales
- Aaron Weiss – Voz, guitarra acústica, acordeón, trompeta, teclado, percusión
- Michael Weiss – Guitarra, teclado, voz
- Rickie Mazzotta – Batería
- Greg Jehanian – Bajo, voz

### Antiguos miembros
- Christopher Kleinberg – Guitarra
- Daniel Pishock – Bajo, voz, teclado
- Ray Taddeo – Guitarra

### Músicos adicionales
- Timbre Cierpke - arpa
- Lauryn Peacock - piano
- Matt Chapin    - trompeta
- Derek Paquette - trombón

## Discografía

### Álbumes
- [A to B]: Life, 2002 (Tooth & Nail Records)
- Catch for Us the Foxes, 2004 (Tooth & Nail Records)
- Brother, Sister, 2006 (Tooth & Nail Records)
- It's All Crazy! It's All False! It's All a Dream! It's Alright, 2009 (Tooth & Nail Records)
- Ten Stories, 2012 (Tooth & Nail Records)

### EP
- Blood Enough for Us All EP, 2000 (autoproducido)
- I Never Said That I Was Brave EP, 2001 (Kickstart Audio)

### Vinilo
- Norma Jean / MewithoutYou, 2002 (Solid State Records/Tooth & Nail Records)
- [A to B]: Life, 2002 (Gilead Media)
- Catch for Us the Foxes, 2004 (Gilead Media)
- Brother, Sister, 2006 (Burnt Toast Vinyl)
- Nice and Blue (Pt. Two), 2007 (Strange Addiction Records)
- It's All Crazy! It's All False! It's All a Dream! It's Alright, 2009 (Burnt Toast Vinyl)

### Compilaciones
- Songs From The Penalty Box, Tooth & Nail Volume 6, 2009 "Every Thought a Thought of You"

## Videoclips
| Año  | Título                          | Álbum                                | Director                       |
| ---- | ------------------------------- | ------------------------------------ | ------------------------------ |
| 2002 | "Bullet to Binary"              | [A to B]: Life                       | Shane Drake                    |
| 2004 | January 1979                    | Catch for Us the Foxes               | Shane Drake                    |
| 2004 | Disaster Tourism                | Catch for Us the Foxes               | Casey McBride y Daniel Davison |
| 2005 | "Leaf"                          | Catch for Us the Foxes               | John Bender                    |
| 2005 | "Paper Hanger"                  | Catch for Us the Foxes               | Lex Halaby                     |
| 2006 | "Nice and Blue, Pt.2"           | Brother, Sister                      | Shane Drake                    |
| 2009 | "The Fox, the Crow,& theCookie" | It's All Crazy! It's All False . . . | David Bell y Amy Carrigan      |

## Equipamiento

### Guitarras eléctricas
- Gibson Les Paul (Michael)
- Fender American Telecaster, Sunburst (Michael)
- Fender Standard Stratocaster, Pink (Michael)
- Rickenbacker 360, Fireglo (Michael)

### Pedales
Michael
- Dunlop crybaby, Modelo Jimi Hendrix
- Line 6 DL4 Delay x2
- Electro-Harmonix Small Clone Analog Chorus
- Demeter TRM-1 Tremulator
- Fulltone Fulldrive II MOSFET
- Boss RV-5 Reverb
- Rocktron HUSH Noise Reduction Pedal

Greg
- BOSS RC-2 Loop Station
- Maxon OD-9
- BOSS DD-3 Digital Delay
- BOSS CS-3 Compression/Sustainer

### Bajo
- Fender Jazz (Greg)

### Percusión
- Batería C & C
- Meinl Byzance Heavy Hi-Hat Traditional 14"
- Meinl Byzance Medium Thin Crash Traditional 19"
- Meinl Byzance Medium Ride Traditional 21"